# Nigeria op de Gemenebestspelen

Vlag van Nigeria

Nigeria is een van de landen die deelneemt aan de Gemenebestspelen (of Commonwealth Games). Sinds 1950 nam Nigeria zestienmaal deel. Tijdens deze zestien deelnames werden in totaal 271 medailles behaald.

## Medailles
| Nigeria op de Gemenebestspelen | Nigeria op de Gemenebestspelen | Nigeria op de Gemenebestspelen | Nigeria op de Gemenebestspelen | Nigeria op de Gemenebestspelen | Nigeria op de Gemenebestspelen |
| ------------------------------ | ------------------------------ | ------------------------------ | ------------------------------ | ------------------------------ | ------------------------------ |
| Jaar                           | Goud                           | Zilver                         | Brons                          | Totaal                         | Rang                           |
| 1950                           | -                              | 1                              | -                              | 1                              | 10                             |
| 1954                           | 1                              | 3                              | 3                              | 7                              | 10                             |
| 1958                           | -                              | 1                              | 1                              | 2                              | 16                             |
| 1966                           | 3                              | 4                              | 3                              | 10                             | 10                             |
| 1970                           | 2                              | -                              | -                              | 2                              | 14                             |
| 1974                           | 3                              | 3                              | 4                              | 10                             | 8                              |
| 1982                           | 5                              | -                              | 8                              | 13                             | 7                              |
| 1990                           | 5                              | 13                             | 7                              | 25                             | 8                              |
| 1994                           | 11                             | 13                             | 13                             | 37                             | 4                              |
| 2002                           | 5                              | 3                              | 11                             | 19                             | 11                             |
| 2006                           | 4                              | 6                              | 7                              | 17                             | 12                             |
| 2010                           | 11                             | 10                             | 14                             | 35                             | 9                              |
| 2014                           | 11                             | 11                             | 14                             | 36                             | 8                              |
| 2018                           | 9                              | 9                              | 6                              | 24                             | 9                              |
| 2022                           | 12                             | 9                              | 14                             | 35                             | 7                              |